# Bussières (Seine-et-Marne)
Bussières település Franciaországban, Seine-et-Marne megyében. Lakosainak száma 573 fő (2022. január 1.). Bussières Pavant, Orly-sur-Morin, Saâcy-sur-Marne, Saint-Cyr-sur-Morin, Saint-Ouen-sur-Morin, Charly-sur-Marne, Bassevelle és Citry községekkel határos.

## Népesség
A település népességének változása:
| Lakosok száma | 501  | 522  | 529  | 524  | 521  | 519  | 539  | 561  | 573  |
|               | 2013 | 2015 | 2016 | 2017 | 2018 | 2019 | 2020 | 2021 | 2022 |